# Общечеловеческие ценности
Общечеловеческие ценности или универсальные ценности — ценности, имеющие одинаковую значимость для всех или почти всех людей мира.
Человеческие ценности лежат в сферах нравственности, эстетических предпочтений, черт характера, человеческих усилий и социального порядка. Существование универсальных ценностей предполагают моральная философия и культурная антропология. Некоторые ценности встречаются во многих различных человеческих культурах (например, молодость и другие составляющие физической привлекательности), а другие атрибуты (например, стройность) подвержены эстетическому релятивизму, регулируемому культурными нормами. Это касается не только эстетических, но и моральных ценностей. Позиция, отрицающая существование универсальных моральных ценностей, называется моральным релятивизмом.
Претензию на универсальные ценности можно понимать двояко. Во-первых, может быть, что-то имеет универсальную ценность, когда все находят это ценным. Таково было понимание этого термина Исайей Берлином. Согласно Берлину, «…универсальные ценности… это ценности, которые очень многие люди в подавляющем большинстве мест и ситуаций, почти во все времена, на самом деле разделяют, будь то сознательно и явно или как выражено. в их поведении». Во-вторых, что-то может иметь универсальную ценность, когда у всех людей есть основания полагать, что это имеет ценность. Например, когда Махатма Ганди утверждал, что ненасилие является универсальной ценностью, он утверждал, что у всех людей есть причины ценить ненасилие, а не то, что все люди в настоящее время ценят ненасилие. Утверждается, что многие вещи имеют универсальную ценность, например, возможность иметь детей, удовольствие и демократия. Вопросом о том, имеет ли что-либо универсальную ценность, и если да, то что именно, изучают психология, политология и философия.

## Взгляды разных дисциплин

### Философия
Философское исследование универсальной ценности затрагивает такие вопросы, как осмысленность универсальной ценности или существование универсальных ценностей.

### Социология
Социологическое исследование универсальных ценностей касается того, как такие ценности формируются в обществе.

### Психология
Американский психолог С.Х. Шварц с коллегами провел эмпирическое исследование по вопросу существования универсальных ценностей. Шварц определил «ценности» как «представления о желательном, которые влияют на то, как люди выбирают свои действия и оценивают события». Он предположил, что универсальные ценности связаны с тремя различными типами человеческих потребностей: биологическими потребностями, потребностями в социальной координации и потребностями, связанными с благополучием и выживанием групп. Исследования Шварца, включавшие опросы более 25 000 человек в 44 странах с широким спектром различных культурных типов, показывают, что существует 56 отдельных ценностей и 10 типов универсальных ценностей, а именно: власть, успех, гедонизм, стимуляция, автономия, универсализм, доброжелательность, традиция, конформность и безопасность. Эти ценности Шварц трактует следующим образом:
- Власть: авторитет, лидерство
- Успех: влияние, самоуважение
- Гедонизм: удовольствие, возможность наслаждаться жизнью
- Стимуляция: смелые действия; разнообразная жизнь; захватывающая жизнь
- Самостоятельность: творчество, свобода, независимость , любопытство, выбор собственных целей
- Универсализм: широта взглядов; мудрость, социальная справедливость, равенство, мир во всем мире, красота, защита окружающей среды, внутренняя гармония
- Доброжелательность: готовность помочь, честность, прощение, лояльность[англ.], моральная ответственность[англ.], дружба
- Традиция: принятие своей роли в жизни, смирение, набожность, уважение к традициям, умеренность
- Конформность: самодисциплина, послушание
- Безопасность: чистота[англ.], безопасность семьи, национальная безопасность, стабильность общественного строя, здоровье, чувство принадлежности к социуму.

Шварц также проверил одиннадцатую возможную универсальную ценность «духовность» или «поиск смысла жизни», но обнаружил, что она признается не во всех культурах.

## Критика
Доктор философских наук профессор Ф. И. Гиренок утверждает, что общечеловеческих ценностей не существует, основываясь на аргументации известного социолога Н. Я. Данилевского о том, что всегда существовало множество разнообразных цивилизаций. См. также раздел «Политический аспект» .

## Политический аспект
По мнению британского еженедельника The Economist, автократические правительства отрицают наличие универсальных ценностей, называя эту концепцию «новым колониализмом». По мнению автократов, как пишет The Economist, люди хотят лишь стабильности и безопасности. Авторы The Economist считают, что такая позиция противоречит выводам Всемирного обзора ценностей.